# Jappy et Pappy Toutou
Jappy et Pappy Toutou (Auggi Doggy and Doggy Daddy) est une série télévisée d'animation américaine en 45 épisodes de 7 minutes produite par les studios Hanna-Barbera et diffusée en syndication entre le 19 septembre 1959 et le 20 octobre 1962.
En France, la série a été diffusée sur ORTF en 1966 dans l'émission La Séquence du jeune spectateur puis sur Boomerang (2005-2008).

## Synopsis
Les mésaventures d'un père chien et de son jeune fils, de race teckel. Pappy Toutou fait de son mieux pour élever son turbulent fils Jappy. Jappy aime son père et l'appelle souvent « cher vieux papa ». Leur admiration est mutuelle mais le papa doit parfois réprimander gentiment son petit par des « Jappy, mon fils, mon fils », quand il déçoit son père. En revanche, quand Jappy dit ou fait quelque chose qui inspire de la fierté à Pappy Toutou, celui-ci se tourne vers le public et dit avec un sourire : « C'est mon garçon qui a dit ça ! ».

## Distribution

### Voix originales
- Daws Butler : Auggi Doggy (Jappy en VF)
- Doug Young : Doggy Daddy (Pappy Toutou en VF)

### Voix française
- Guy Piérauld : Jappy
- Roger Carel : Pappy Toutou

## Épisodes

### Première saison (1959-1960)
1. À la recherche d'un vrai (Fox Hound Hounded Fox)
2. Chien de garde (Watchdog Augie)
3. L'Ami (Skunk You Very Much)
4. Le Temps de pique-nique (In the Picnic Time)
5. Haut et vol (High & Flighty)
6. Jappy et le Cheval (Nag, Nag, Nag)
7. Ne me parle pas, Pappy Toutou (Talk It Up Pup)
8. Être dans l'être (Tee Vee Or Not Tee Vee)
9. Le Grand Boom (Big Top Pop)
10. Le Robot (The Million Dollars Robery)
11. Les Chiots qui explosent (El Pup Plays Pop)
12. Explosion naturel (Pop´s Nature)
13. Garder une bonne souris (Good Mouse Keeping)
14. Toujours chiot (Whatever Goes Pup)
15. Pappy Toutou est heureux (Cat Happy Pappy)
16. Service domestique (Ro·butler)
17. La Potion qui rétrécie (Pipsqueak Pop)
18. Club de fans (Fan Clubbed)
19. Corbeau, mon copain (Crow Cronies)
20. Yakky Doodle (Gone to the Ducks)
21. Mars petit précieux (Mars Little Precious)
22. Visites à thème (Swats the Matter)
23. Alcibiade (Snaggleppuss)
24. Un chat à la TV (Hum Sweet Hum)
25. Ce oiseau fait des problèmes (Peck O' Trouble)

### Deuxième saison (1960-1962)
1. Histoires et Plumes (Fuss & Feathers)
2. La Visite de Yakky Doodle (Yuck Yuck Duck)
3. Jour de souris (It's A Mice Day)
4. Une plante sans nourriture (Bud Brothers)
5. Peinture d'un géant (Pint Giant)
6. Jour de ver (It's a Worm Day)
7. Le Patient (Patient Pop)
8. Laissez le canard sortir (Let's Duck Out)
9. La Fête du lion (The Party Lion)
10. Les Larmes mousquetaires (The Musket Tears)
11. Père Cheval (Horse Fathers)
12. Compagnon muet (Playmute Pup)
13. La Petite Merveille (Little Wonder)

### Troisième saison (1962)
1. Un trésor amusant (Treasure Jest)
2. Le Gorille (From Ape To Z)
3. Voyage dans l'imagination (Growing, Growing Gone)
4. La Machine de l'argent (Dough Nutty)
5. Les Invités de la fête (Party Pooper Pop)
6. Main de souris (Hand To Mouse)
7. Voyage en vacances (Vacation Tripped)